# Leioproctus fiebrigi
Leioproctus fiebrigi är en biart som först beskrevs av Brethes 1909.  Leioproctus fiebrigi ingår i släktet Leioproctus och familjen korttungebin. Inga underarter finns listade i Catalogue of Life.